# Brett Blanton
J. Brett Blanton es un ingeniero estadounidense que se desempeñó como el 12.º arquitecto del Capitolio entre el 16 de enero de 2020 y el 13 de febrero de 2023. Fue nominado por Donald Trump y confirmado por el Senado en diciembre de 2019. En octubre de 2022, un informe de la Oficina del Inspector General del Arquitecto del Capitolio encontró que Blanton había «abusado de su autoridad», que «utilizó mal la propiedad del gobierno» y que «desperdició el dinero de los contribuyentes», por lo que fue despedido por Joe Biden en febrero de 2023.

## Educación y carrera
Obtuvo su maestría en Ciencias en Ingeniería Oceánica (en Virginia Tech) y una licenciatura en Ciencias en Ingeniería Aeroespacial, Aeronáutica y Astronáutica en la Academia Naval de los Estados Unidos en 1993. Blanton es ingeniero profesional licenciado en ingeniería civil y administrador de energía certificado.
Sirvió en el Cuerpo de Ingenieros Civiles de la Marina durante 22 años. Se retiró de la Marina en 2015. Luego se desempeñó como vicepresidente adjunto de Ingeniería en la Autoridad de Aeropuertos Metropolitanos de Washington, que opera el Aeropuerto Nacional Reagan y el Aeropuerto Internacional Dulles.

## Arquitecto del Capitolio
El entonces presidente Donald Trump nominó a Blanton el 9 de diciembre de 2019 por un período de diez años como arquitecto del Capitolio. El 12 de diciembre de 2019, el Comité de Reglas y Administración del Senado celebró una audiencia sobre su nominación. El 16 de diciembre, el comité informó favorablemente su nominación al pleno del Senado. El 19 de diciembre, el Senado confirmó su postulación mediante aclamación. Prestó juramento el 16 de enero de 2020.

### Escándalos
Un informe de la Oficina del Inspector General encontró que Blanton y su familia habían abusado repetidamente de los recursos de su oficina. La investigación fue motivada por una pista sobre la hija de Blanton que conducía imprudentemente un Ford Explorer perteneciente al Arquitecto del Capitolio (AOC) en un Walmart en Tysons Corner. En el informe se documentaron múltiples casos en los que la familia Blanton hizo mal uso de automóviles del gobierno para uso personal, que también documentó cómo la esposa de Blanton realizó recorridos no autorizados por el Capitolio de los Estados Unidos y que Blanton se hizo pasar por un oficial de policía.
Como resultado, la Ley de Asignaciones Consolidadas de 2023, un proyecto de ley general de gastos, incluyó una cláusula en el presupuesto del AOC: «que ninguno de los fondos asignados o puestos a disposición bajo este título en esta Ley o cualquier otra Ley, incluidas las leyes anteriores, puede ser utilizado para un vehículo de casa al trabajo para el arquitecto o una persona designada debidamente autorizada». Representantes del Congreso han pedido la renuncia de Blanton. Los expertos no están de acuerdo sobre si el Congreso está autorizado para acusar o destituir al Arquitecto, y se ha propuesto legislación para definir un proceso claro para esto. Fue despedido por Joe Biden el 13 de febrero de 2023.